# Transcending
Transcending est une chanson des Red Hot Chili Peppers qui est la dernière de l'album One Hot Minute.
Écrite par Flea pour son défunt ami River Phoenix, c'est une sorte de power-ballad. Elle débute sur un riff de guitare-basse acoustique, avec un chant posé et chaleureux. Puis au milieu, elle explose avec un riff heavy avec Anthony Kiedis hurlant d'une manière surprenante. Cette tension et atmosphère lourde perdure jusqu'à la fin du morceau, donnant définitivement à l'album un côté sombre que le groupe californien ne reproduira plus.